# Maestro (cómic)
El Maestro es un supervillano ficticio que aparece en los cómics estadounidenses publicados por Marvel Comics. Creado por el escritor Peter David y el artista George Pérez, el personaje apareció por primera vez en The Incredible Hulk: Future Imperfect # 1 (diciembre de 1992). Representado como una versión de Hulk de un futuro alternativo (designado por Marvel Comics como Tierra-9200), el Maestro posee la inteligencia de Bruce Banner y los rasgos de personalidad más malévolas de Hulk.
El Maestro ha aparecido en videojuegos e hizo su debut en la animación en Hulk y los agentes de S.M.A.S.H., con la voz de Fred Tatasciore.

## Historial de publicación
El Maestro apareció por primera vez como el principal antagonista de The Incredible Hulk: Future Imperfect # 1-2 (diciembre de 1992 - enero de 1993). El personaje fue creado por Peter David y George Pérez.
El término maestro es una palabra italiana/española que significa maestro o maestro.

## Historia
Aproximadamente a cien años del futuro, una guerra nuclear ha matado a casi todos los superhumanos de la Tierra y ha llevado al mundo al borde de la extinción. Una versión futura de Hulk llamado Maestro ha tomado el control después de haber sido descontrolada por la radiación nuclear que ha absorbido y la amargura que siente hacia el mundo con su tratamiento continuo. Tiene la inteligencia de Bruce Banner y la radiación absorbida ha mejorado significativamente su fuerza.
Un anciano Rick Jones se encuentra con el mutante Proteus, que saltó a la realidad, quien ha poseído el cuerpo de un Hulk de realidad alternativa desde el año 2099. Proteus pretende descartar su cuerpo actual y poseer el Maestro. Jones, inconsciente de su plan, proporciona un arma creada por el X-Man Forja, que podría matar al Maestro. Sin embargo, el plan falla cuando el Maestro es advertido por los Exiliados, que están persiguiendo a Proteus. Proteus posee un nuevo anfitrión y huye a otro mundo, rompiendo el cuello del Maestro durante su huida.
Años más tarde, el Maestro (totalmente recuperado de su lesión) se encuentra con un viaje en el tiempo Genis-Vell y Spider-Man desde 2099. Manipulado por el supervillano Thanatos, los tres de batalla. Genis-Vell y Spider-Man 2099 finalmente volver a su propio tiempo, sin ninguna consecuencia para el Maestro, cuando el anciano Rick utiliza su capacidad de manejar el martillo de Thor, Mjolnir para derrotar a Thanatos.
Adquiriendo la máquina del tiempo del Doctor Doom, los rebeldes que se oponen al Maestro sacan al Profesor Hulk del pasado, con la esperanza de que pueda derrotar al Maestro. Aunque la habilidad de Hulk para improvisar le permite anotar algunos golpes efectivos contra el Maestro, la fuerza y experiencia superiores del Maestro, combinadas con su conocimiento de las estrategias de Hulk, le permiten dominar fácilmente a Hulk y romperse el cuello. Sabiendo que Hulk pronto se curará, muestra a Hulk por la ciudad, intentando convencer a su ser más joven para que se alíe con él, pero se da cuenta de que Hulk está fingiendo estar más herido que él con la intención de lanzar un ataque. El Maestro es derrotado cuando Hulk lo atrae de nuevo a la base de los rebeldes, el Maestro lanza a Rick Jones al esqueleto de Wolverine en el proceso, y posteriormente usa Doom. La máquina del tiempo para enviar al Maestro a la hora y el lugar en que se creó Hulk: el punto cero durante la prueba de la bomba atómica Gamma. Apareciendo junto a la bomba en sí, el Maestro muere en el mismo momento en que crea al Hulk.
Hulk se entera de que el "sentido de la orientación" que siempre le ha permitido localizar la zona cero, su lugar de "nacimiento", en realidad se siente atraído por el espíritu del Maestro y permanece. El Maestro ha estado absorbiendo la radiación gamma de Hulk cada vez que regresa al sitio, restaurándose gradualmente. Él emerge, inicialmente en una forma debilitada y demacrada. El Maestro agotado intenta usar el Destructor contra Hulk, pero es expulsado cuando Hulk logra transmitir su alma al Destructor también, explotando el hecho de que el Maestro aún es técnicamente él, y lo obliga a regresar. en su cuerpo, que fue visto por última vez enterrado en un pequeño desprendimiento de rocas.
Cuando Hulk fue "actualizado" a la persona de Doc Green (una versión de Hulk con acceso al intelecto de Banner después de haber sido tratado con Extremis luego de recibir un disparo en la cabeza), comenzó a experimentar visiones de ensueño del Maestro mientras cazar y 'curar' en todas las mutaciones basadas en gamma, creando la posibilidad de que Doc Verde eventualmente se convierta en su futuro oscuro, comenzando con él contemplando crecer una barba. Sin embargo, Doc Verde eventualmente reconoció los peligros potenciales de los aspectos 'Maestro' de su personalidad cuando se dio cuenta de que parte de él disfrutaba eliminando a sus 'rivales', decidiendo aceptar la eventual pérdida de su intelecto cuando Extremis desaparecía en lugar de arriesgarse a esa persona emergente. Deja la última inyección de la cura con She-Hulk, que es la única mutación gamma cuya vida sintió que había sido realzada legítimamente por su condición. Él le indica a ella que lo use si va demasiado lejos.

### Variaciones
En algún momento, el Maestro (o posiblemente una versión de universo alternativo de él) se envía al pasado junto con la versión de "Días del futuro pasado" de Wolverine como parte de una tarea secreta. Los dos terminan luchando contra sus homólogos de la Tierra-616 de hoy en día antes de ser obligados a huir. Se envían de vuelta a un futuro alternativo donde Red Hulk es el presidente de los Estados Unidos de América, donde se revela que envió a los dos a matar a la versión de Red Hulk de Tierra-616 para salvar al mundo.
Cuando Spider-Man 2099 intenta volver a su propio tiempo después de los eventos de Spider-Verse, termina en un mundo devastado accidentalmente por Alchemax y gobernado por el Maestro, quien confunde a Miguel con el original Spider-Man. El Maestro le gana a Miguel en la sumisión y lo coloca en una celda con Strange 2099. El Maestro luego regresa a la actualidad al hacer que el demonio que posee Strange manipule a Miguel para que repare la Plataforma de Tiempo del Doctor Doom. La línea de tiempo del Maestro es descrita por Miguel O'Hara como habiendo sobrescrito la línea de tiempo de 2099 de la que se originó. Miguel aparentemente se las arregla para matar al Maestro con un arma de la sala de trofeos del villano, pero luego se muestra que el Maestro fingió la derrota para seguir a Miguel hasta el presente.
Un Maestro de una realidad alternativa no identificada llegó a la realidad de Viejo Logan, donde reunió a los miembros supervivientes de Hulk Gang mientras hace planes para ayudarles a construir un paraíso para todos los Hulks en la Tierra-616. Con la ayuda de Cambria Banner, Logan y Hawkeye de Tierra-616 pudieron derrotar a Maestro y los miembros supervivientes de Hulk Gang se separaron. Más tarde, se revela que Maestro se recuperó de sus heridas y continuó a conquistar una pequeña ciudad en el norte de Canadá, gobernando como "el Rey" y ejecutando a cualquiera que lo desafíe. El viejo Logan finalmente lo rastrea, y después de inyectarse con la peligrosa droga regenerativa Regenix, le corta la cabeza a Maestro, terminando su reinado de terror.

### Battleworld Maestro
Después de que Doctor Doom incorpora la línea de tiempo "Futuro Imperfecto" en su nuevo Battleworld como se ve en Secret Wars, el Maestro resurge como el gobernante de uno de los dominios del planeta llamado Dystopia. Se hace pasar por un Odin desprovisto de poder para ganarse la confianza del movimiento de resistencia y se enfrenta al líder de la resistencia, Thunderbolt Ross (la versión de Thing de esta realidad). Después de una lucha brutal, el Maestro ofrece liberar a Dystopia de su gobierno tiránico si Ross puede ayudarlo a matar al Dios Emperador Doom. Con este fin, el Maestro se propone encontrar al Destructor en otra zona del Battleworld. Aunque lo rastrea a una región de Asgardia donde está custodiado por Ulik, se sorprende al enterarse de que su última línea de defensa es el "Anciano"... un anciano Rick Jones. Después de fusionarse con el Destructor, el Maestro mata a Dios Emperador Doom y conquista el Mundo de batalla. Sin embargo, se revela que toda la batalla fue una ilusión que ha atrapado a Maestro. Creyéndose victorioso, el Maestro vuelve a su forma humana, y Rick declara que ahora permanecerá atrapado en la ilusión hasta que finalmente se marchite y muera. Maestro finalmente fue liberado de la ilusión de que fue atrapado por Dios Emperador Doom y se le ve ayudando contra los disturbios en Doomstadt.
Ocho meses más tarde, como parte de la marca de Marvel, All-New, All-Different Marvel, el Maestro es visto trabajando para el Coleccionista como su "Invocador" en el nuevo Concurso de Campeones. El Coleccionista aparentemente salvó al Maestro de su destino y siente que el villano le debe la vida como resultado, aunque el Maestro no está muy agradecido. Se le ve intentando encontrar una manera de matar al Coleccionista y escapar de su servidumbre. Después de asumir el control del Poder Primordial contenido dentro de la Esfera por la que competían el Gran Maestro y el Coleccionista, Maestro recrea el Battleworld, ya que previamente había jurado que se convertiría en el Dios-Rey del Battleworld. El Maestro finalmente se ve frustrado cuando Outlaw, uno de los héroes que previamente había sido capturado y obligado a luchar, destruye la Iso-Esfera. Un Maestro indignado despierta más tarde para encontrarse a sí mismo como un cautivo en la sala de exhibición del Coleccionista.

## Poderes y habilidades
El Maestro posee en gran parte los mismos poderes que Hulk, pero en mayor grado que la mayoría de las encarnaciones debido a la radiación del siglo que ha absorbido como resultado de las guerras nucleares que diezmaron su Tierra (el actual Hulk especuló que su locura también podría contribuir a su mayor fortaleza). Esto incluye ciertos poderes mentales, como la capacidad de Hulk para ver e interactuar con formas astrales, como se muestra en la serie The Defenders. Aunque posee el intelecto de Banner, y se ha implicado que él mismo construyó Dystopia, rara vez ha demostrado la experiencia técnica de Banner, como una vez manipulando a Miguel O'Hara para que le reparara una máquina del tiempo en lugar de hacerlo él mismo.

## Armas
La única arma que ha usado ha sido un rifle de Forja. Este rifle tiene el objetivo de matar a Hulk cuando los X-Men lo capturaron y se intentaba escapar. Al ver el efecto que le producía, decidió guardarlo para que no lo usaran contra él, pero no podía desperdiciar un arma tan efectiva ya que podría usarla contra un enemigo más poderoso.

## Otros Medios

### Televisión
- Maestro es aludido en la serie animada Avengers Assemble, segunda temporada. En el episodio 7, "La Edad de Tony Stark", las interrupciones de la Gema del Tiempo debido a su equipamiento para el reactor de arco de Iron Man trajeron a un grupo de futuros robots al presente que identifican a Hulk como Maestro antes de abrir fuego. En el episodio 13, "Thanos Victorioso", Thanos usa la Gema del Tiempo para convertir a Hulk en una versión mucho más antigua de sí mismo, con un largo cabello blanco y una barba que aparentemente se parece al Maestro.
- Maestro aparece en la segunda temporada de Hulk and the Agents of S.M.A.S.H. con la voz de Fred Tatasciore. A diferencia de los cómics, esta versión tiene una cabellera llena. En el episodio 15, "Llega el Maestro", aparece por primera vez donde ayuda a Hulk y los Agentes de S.M.A.S.H. a detener un Meteorito Gamma (que fue advertido previamente por el Alto Evolucionador en "Impacto Futuro") antes de que pueda llegar a la Tierra. Los otros Agentes de S.M.A.S.H. primero se refirieron al Maestro como Viejo Hulk. Lo que ninguno de los otros miembros de los Agentes de S.M.A.S.H. sabe es que Maestro está en el presente para asegurarse de que Hulk esté infectado por la radiación gamma del asteroide, que es el aumento de energía resultante y la locura que lo lleva a convertirse en Maestro. Esto duró hasta que el futuro A-Bomb lo demostró a los otros Agentes de S.M.A.S.H. que esto pasaría. Con su ayuda para mantener a raya a Maestro, el futuro A-Bomb usa el Neutralizador Gamma para deshacerse de la Infección Gamma en Hulk. Incluso con Maestro liberado de la Infección Gamma como resultado de la curación de su pasado, tanto Maestro como el futuro A-Bomb se desvanecen cuando se reescribe su futuro.

### Videojuegos
- Maestro apareció como un oponente en el videojuego de PlayStation The Incredible Hulk: The Pantheon Saga.
- Maestro aparece como un personaje jugable en el videojuego The Incredible Hulk de 2008, que funciona como un nuevo "skin" que se puede desbloquear cuando el jugador ha recogido todas las fichas de Puntos de referencia del juego.
- Maestro aparece como un disfraz desbloqueable para Hulk en el juego móvil 2012 Avengers Initiative.[23]
- Maestro aparece como un traje alternativo para el Hulk en Marvel Heroes.[24]
- Maestro aparece como un personaje villano en Marvel Contest of Champions de Kabam para iOS y Android. Esta versión tiene su propia armadura "Iron Hulk" y además está equipada con la Espada del alma de Magik y el Arma universal de Ronan el Acusador.
- Maestro aparece como un disfraz alternativo para Hulk en Marvel Future Fight.
- Maestro aparece en Lego Marvel Super Heroes 2.[25] En modo historia, Maestro aparece como miembro de los World Breakers junto a Hulk, Red Hulk y Greenskyn Smashtroll cuando Capitán América, Capitana Marvel, Doctor Strange y Thor fueron expulsados de Lemuria que los arrojó a la arena del Rey Rojo en Sakaar por Attuma. Maestro puede ser desbloqueado completando una carrera a pie alrededor de Sakaar en menos de 95 segundos. Además, la búsqueda de Skaar que requiere que se desbloquee involucró a los jugadores que ayudan a Skaar a obtener una selfie con Maestro.[26]
- Maestro aparece en Marvel's Avengers.[27]
- Maestro aparece como villano en Marvel Future Revolution[28]

### Juguetes
- Maestro fue parte de la serie de figuras de acción Marvel Legends. Su figura venía con el brazo izquierdo de Apocalipsis.

### Novelas
- Una versión alternativa de la línea de tiempo de Maestro aparece en la novela de Peter David, Hulk: What Savage Beast.